# Horizocerus albocristatus
Horizocerus albocristatus е вид птица от семейство Носорогови птици (Bucerotidae), единствен представител на род Tropicranus.

## Разпространение
Видът е разпространен във влажните гори на Централна и Западна Африка.